# NGC 6905
NGC 6905, aussi appelée la nébuleuse de l'Éclair bleu, est une nébuleuse planétaire située dans la constellation du Dauphin. NGC 6905 a été découverte par l'astronome germano-britannique William Herschel en 1784.

## Observation
Avec une magnitude visuelle apparente de 11,1, on doit utiliser un télescope dont l'ouverture est d'au moins 150 mm pour l'observer.  

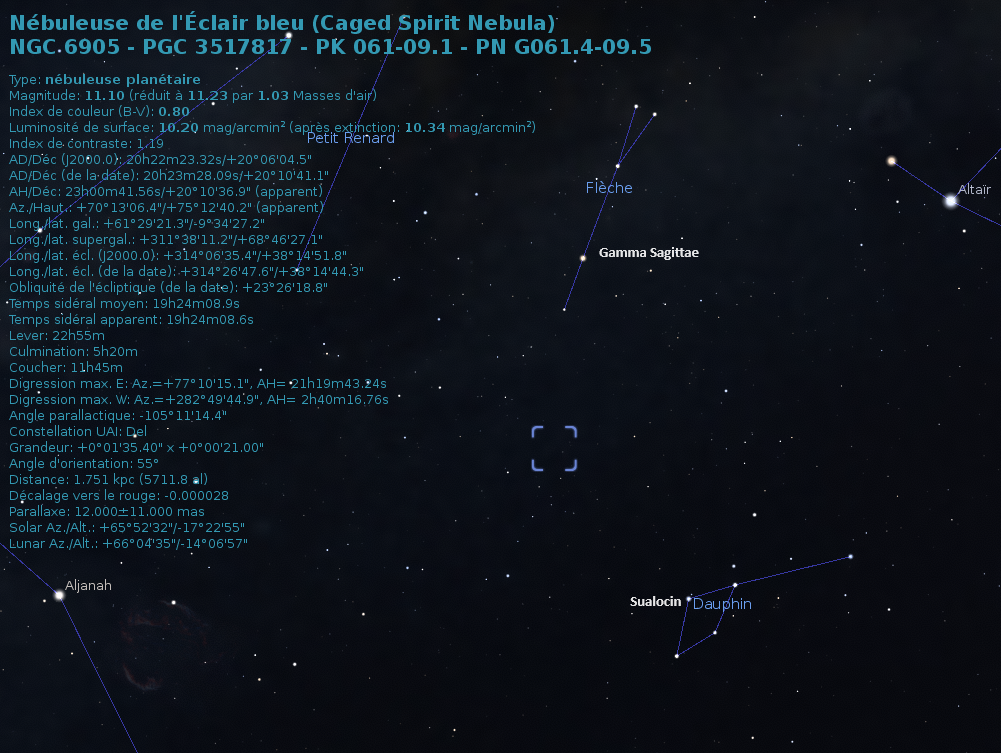
Emplacement de NGC 6905 dans la constellation du Dauphin.

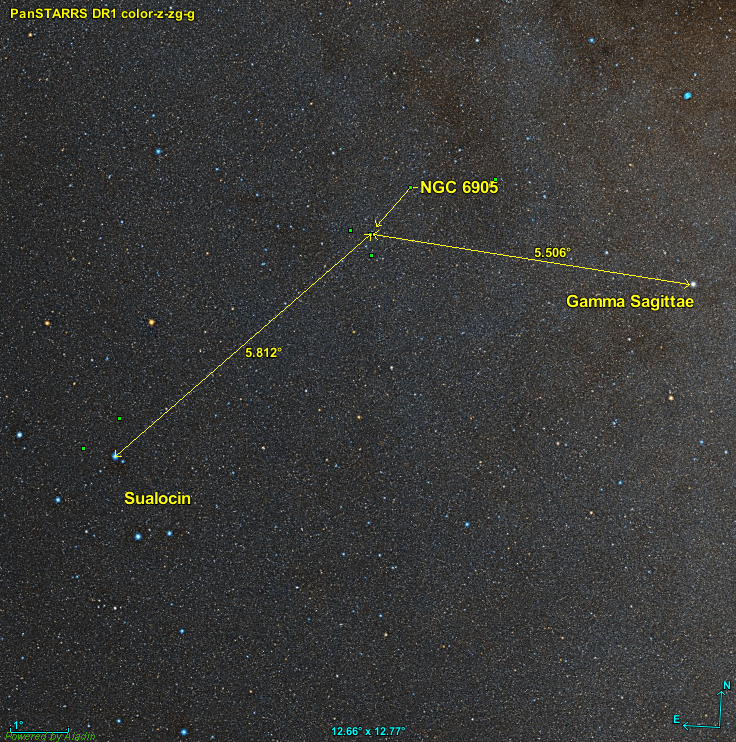
Position de NGC 6905 par rapport à deux étoiles (Sualocin et Gamma Sagittae).

La nébuleuse planétaire est assez éloignée de toute étoile brillante. Elle est située à environ 5,8 degrés au nord-ouest de l'étoile Sualocin, l'étoile alpha du Dauphin, et à 5,5 degrés de Gamma Sagittae, l'étoile la plus brillante de la constellation de la Flèche.

## Caractéristiques

### Distance, taille et vitesse
Le logiciel en ligne Aladin Lite permet de consulter les données astronomiques de plusieurs catalogues, dont le « GAIA EARLY DATA RELEASE 3 (GAIA EDR3) ». Selon Gaia EDR3, la parallaxe de NGC 6905 serait égale à 0,369 1 ± 0,028 0 mas, ce qui correspond à des valeurs de la distance comprises entre environ 2 518 pc (∼8 210 al) et environ 2 932 pc (∼9 560 al) (2709+222
−191 pc). Cependant, pour obtenir cette information il faut utiliser NGC 6905 pour cible et non la désignation Gaia DR3 1816547660416810880 (également reproduite sur Simbad), endroit où il n'y a aucun objet céleste. Toujours selon Aladin, la magnitude de l'étoile centrale est de 14,596 6 ± 0,003 3.
La taille apparente de la nébuleuse est de 1,2 minutes d'arc, ce qui, compte tenu de la distance et grâce à un calcul simple, équivaut à une taille réelle de 3,09 +0,25
−0,23 al.
Deux valeurs identiques de la vitesse sont aussi indiquées sur Simbad : −4,3 ± 2,0 km/s,.

### Sa structure et son étoile centrale

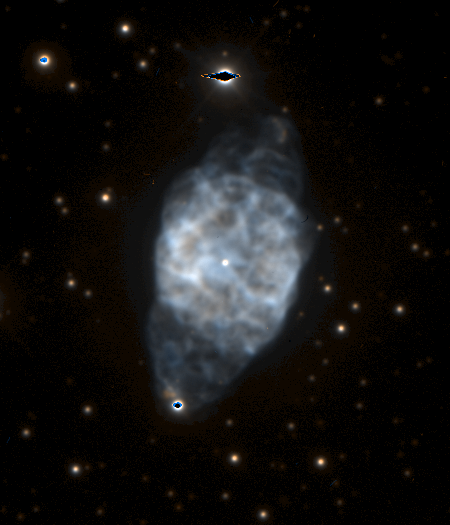
Image captée par le Très Grand Télescope à l'Observatoire du Cerro Paranal.

NGC 6905 possède une coque interne dont les dimensions angulaires sont d'environ 47" × 34" avec des extensions à peu près coniques se terminant par des anses. L'une des plus intenses raies émissions OVI de l'oxygène parmi les nébuleuses planétaires provient du noyau de NGC 6905. On a aussi détecté une émission OVIII dans cette nébuleuse. L'émission NII est particulièrement forte dans les anses. La masse totale de gaz est estimée entre 0,31 {\displaystyle M_{\odot }} et 0,47 {\displaystyle M_{\odot }}.
Le type spectral de l'étoile centrale est WO2, ce qui signifie que son spectre est similaire à celui des étoiles Wolf-Rayet et qu'elle est riche en oxygène. Sa température de surface est de l'ordre de 150 000 K,. Son spectre présente aussi des signes d'émission du néon. La masse de cette étoile est maintenant de 0,60 {\displaystyle M_{\odot }} et avant qu'elle ne donne naissance à la nébuleuse planétaire sa masse était d'environ 1,07 {\displaystyle M_{\odot }}. Les données recueillies par le satellite Gaia suggèrent que cette étoile fait peut-être partie d'un système binaire.